# Бен Ашур, Мухаммад аль-Фадиль
Шейх Мухаммад аль-Фадиль Бен Ашур (араб. محمد الفاضل بن عاشور‎; 16 октября 1909, Ла-Марса, Французский Тунис — 20 апреля 1970) — тунисский богослов, писатель

, религиозный деятель, педагог, Великий муфтий Туниса (1962 — 20 апреля 1970).

## Биография
Родился в семье учёных, высокопоставленных чиновников. С трёхлетнего возраста изучал Коран и грамматику арабского языка, с девяти лет — французский язык. В 1928 году окончил учёбу в средней школе. В 1931 году поступил в Алжирский университет, где получил специальность педагога.

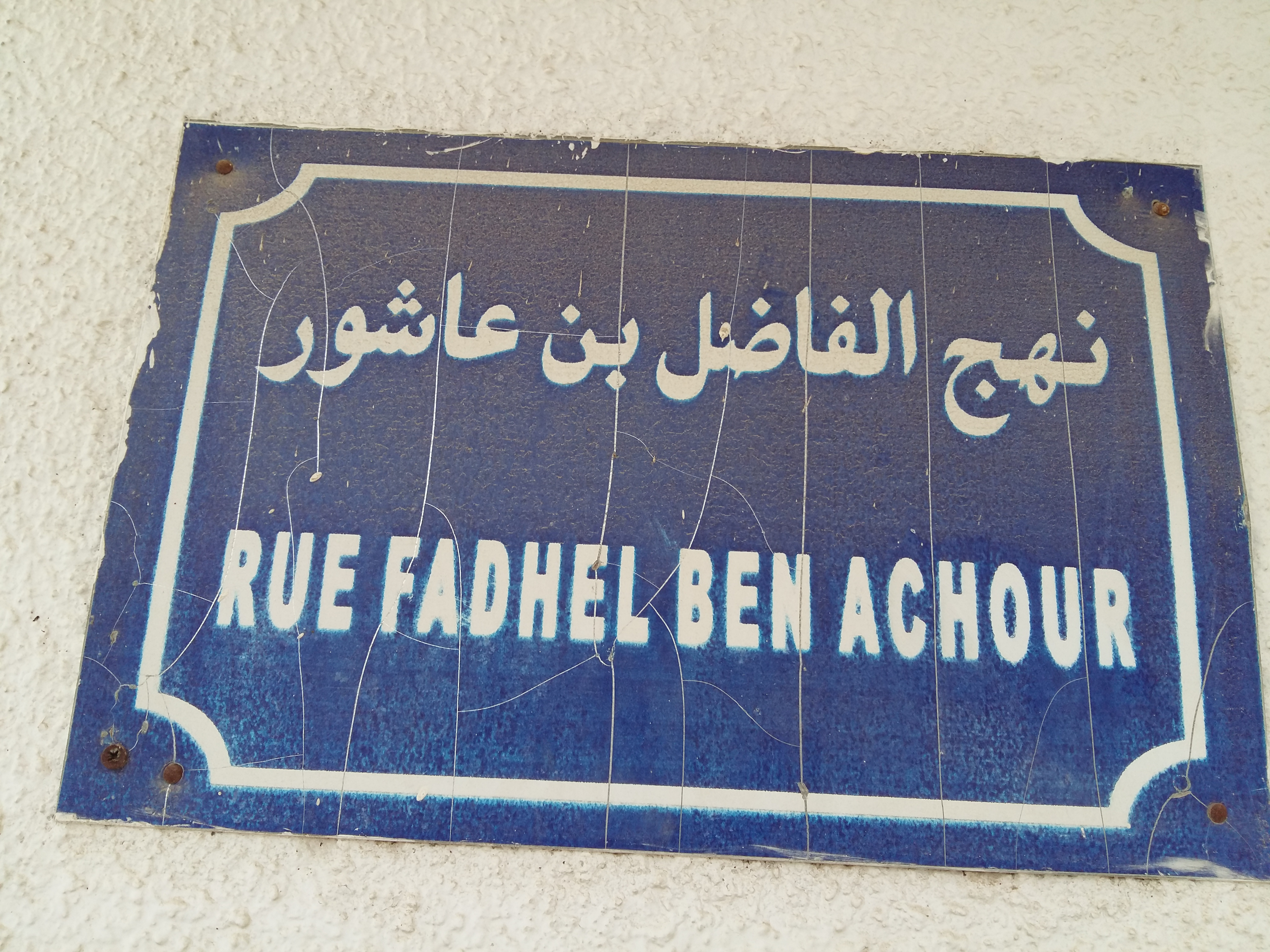
Мемориальная доска на улице его имени в Тунисе

Позже стал директором медресе, затем Института исламских исследований, членом Ассоциации арабского языка в Каире.
В 1953 году — муфтий Маликитского мазхаба, в 1956 году стал кади. Назначен первым председателем палаты Кассационного суда страны.
С 1961 года — декан теологического факультета Университета аз-Зайтуна, одного из духовных центров исламского мира.
В 1962 году стал главным муфтием Республики Тунис. Пост занимал до своей смерти в 1970 году.

## Избранные публикации
- The literary and intellectual movement in Tunisia (الحركة الأدبية والفكرية بتونس‎), ed. The Arab League, Cairo, 1956
- The authors of Islamic thought in the Arab Maghreb (أعلام الفكر الإسلامي بالمغرب العربي‎), ed. Librairie Ennajah, Tunis, 1965
- The Quranic exegesis and its authors (التفسير ورجاله‎), ed. Maison orientale des livres, Tunis, 1966
- The foundations of literary Renaissance in Tunisia (أركان النهضة الأدبية بتونس‎), ed. Librairie Ennajah, Tunis, 1968
- Biographies of illustrious men (تراجم الأعلام‎), ed. Maison tunisienne de l'édition, Tunis, 1970
- Afaal’s Book (كتاب أفعل‎), ed. Ben Abdallah, Tunis, 1972
- Maghrebian conferences (المحاضرات المغربيات‎), ed. Maison tunisienne de l'édition, Tunis, 1974
- The spirit of Islamic civilization (روح الحضارة الإسلامية‎), ed. Higher Institute of Islamic Sciences, Beirut, 1982
- Thinking flashes (ومضات فكر‎), deux tomes, ed. Maison arabe du livre, Tunis, 1982
- Conferences (محاضرات‎), éd. Centre de publications universitaires, Tunis, 1998

## Награды
- 1966 — командор Ордена Республики
- 1968 — командор Ордена Алауитского трона

## Память
- Его имя присвоено нескольким улицам в разных городах Туниса.
- В его честь названа школа.
- Почта Туниса выпустила серию почтовых марок с его изображением.